# Inside Airbnb
Inside Airbnb és un lloc web d'investigació/vigilància llançat per Murray Cox el 2016. Informa i visualitza dades descobertes de l'empresa del mercat de lloguer d'immobles Airbnb, centrada a destacar el lloguer il·legal al lloc i la gentrificació causada pels propietaris que compren propietats per llogar a Airbnb.

## Història
Cox, un activista comunitari australià-nord-americà que es va traslladar a Brooklyn el 2008, va capturar per primera vegada la informació del lloc web d'Airbnb el 2014 i la va comparar amb una publicació de dades públiques de la companyia el desembre de 2015 per a la ciutat de Nova York. Treballant amb un canadenc, Tom Slee, va trobar que l'empresa havia eliminat més de 1.000 llistats que infringien la llei d'habitatge múltiple de Nova York just abans que es publiquessin les dades. Van publicar un informe titulat "How Airbnb’s Data Hid the Facts in New York City" el febrer de 2016. Airbnb va dir que els llistats es van eliminar per infringir la política i que des de llavors ha aplicat una política "un amfitrió, una casa" a Nova York. Des d'aleshores, Inside Airbnb ha publicat diversos informes més, inclòs sobre com afecta el servei l'habitatge assequible a Los Angeles. Després d'acollir inicialment Airbnb amb poca regulació, el govern local australià ha utilitzat les dades d'Inside Airbnb després de les preocupacions sobre la pressió sobre l'oferta d'habitatges i l'assequibilitat. A partir del 2019, el lloc proporciona dades de 80 ciutats d'arreu del món.

## Recepció
Airbnb diu que les dades esborrades de Cox són inexactes, perquè no tots els llistats estan actius, algunes propietats poden ser enumerades diverses vegades i els informes Inside Airbnb signifiquen ingressos en lloc de la seva mètrica preferida d'ingressos mitjans, però el professor David Wachsmuth, de la Universitat McGill, diu que les dades són una bona representació. Nicole Gurran i Peter Phibbs de la Universitat de Sydney van trobar que "aquesta font de dades té algunes limitacions crítiques... No obstant això, les dades proporcionen una base útil per examinar i controlar les pràctiques i la penetració d'Airbnb als mercats locals i regionals de l'habitatge". Airbnb ha criticat repetidament el lloc, inclòs l'anomena "escombraries", tot i que Cox es va reunir amb representants de l'empresa el febrer de 2019.

## Finançament
A partir del 2019, el lloc té un cost d'uns 10.000 dòlars anuals per funcionar, amb aquests costos coberts per les ciutats, els investigadors i el comerç hoteler que paguen per l'accés a les dades.